# 哈日淖日 (呼和诺尔镇)
哈日淖日，又名哈鲁坡湖，是位于中国内蒙古自治区呼伦贝尔市陈巴尔虎旗呼和诺尔镇西部的一个湖泊。其位置约在东经118°55′，北纬49°04′。湖面海拔604米，面积达1.5平方公里。该湖的主要沉积物为芒硝。哈日淖日在蒙古语中的意思是黑湖。